# Реус
Реус (на испански: Reus) е град в Североизточна Испания. Разположен е в провинция Тарагона на автономната област Каталония.
Градът е шосеен и жп транспортен възел. Има международно летище. Богат селскостопански район. Лозарство, производство на вино и зехтин. Текстилен център. Мелничарство и металообработване. Население 104 835 жители от преброяването през 2007 г.

## Личности, родени в Реус
- Антони Гауди (1852 – 1926), испански архитект
- Хуан Прим (1814 – 1870), испански генерал